# Fryderyk II Oldenburg
Fryderyk II Oldenburg (ur. 1 lipca 1534 w Haderslev, zm. 4 kwietnia 1588 w klasztorze Antvorskov, gmina Slagelse) – król Danii i Norwegii w latach 1559–1588. Był synem Chrystiana III i Doroty saskiej.

## Życiorys
Pochodził z dynastii Oldenburgów. Uczestniczył w I wojnie północnej w latach 1563–1570 wraz z Polską i Lubeką przeciw Szwecji.
Był patronem sztuki. Podczas jego panowania Dania przeżyła rozkwit. Między innymi sfinansował budowę obserwatorium na wyspie  Ven przez Tychona Brahe.
20 lipca 1572 poślubił Zofię meklemburską (1557-1631) (potomkinię króla Jana II). Mieli siedmioro dzieci, w tym:
- Elżbietę (1573-1636) – żonę Henryka Juliusza z Brunszwiku 1564–1613,
- Annę duńską (1574-1619) – królową Szkocji i Anglii,
- Chrystiana IV (1577-1648) – następcę Fryderyka,
- Ulryka (1578-1624) – biskupa, męża Katarzyny Hahn,
- Augustę (1580-1639) – żonę Jana Adolfa z Holsztynu-Gottorp 1575–1616,
- Jadwigę (1581-1641) – żonę Krystiana II Wettyna 1583–1611,
- Jana (1583-1602).